# Leval-Trahegnies
Pour les articles homonymes, voir Leval.
Leval-Trahegnies (en wallon Al Vå) est une section de la ville belge de Binche située en Région wallonne dans la province de Hainaut.
C'était une commune à part entière avant la fusion des communes de 1977.

## Toponymie
Comme son nom l'indique, Leval-Trahegnies se love dans une vallée, la vallée de la Haine.

## Géographie
Elle est composée de deux paroisses : Saint Pierre à Leval (L'Vau) et Saint Martin à Trahegnies (Tragnières).
La limite des deux paroisses a pour frontière le ruisseau "Le riau". Ce dernier marque aussi la frontière entre les zones du parler wallon et picard.

## Évolution démographique
- Sources : INS, Rem. : 1831 jusqu'en 1970 = recensements, 1976 = nombre d'habitants au 31 décembre.

## Histoire
Entre 1905 et 1914, des fouilles archéologiques au lieu-dit de la Courte ont permis de découvrir des tombes celtes où l'on a pu mettre au jour plusieurs accessoires dont une goupille d'essieu, trois anneaux de rênes ainsi que des céramiques de belles qualités. Cet ensemble de découverte est attribué au IIIe siècle av. J.-C.
Du 15 mars au 1er septembre 1944 , des bombardements aériens alliés frappent la région du Centre afin de couper les voies de communication utilisées par l’armée allemande. L’objectif est d’isoler la Normandie, région où se déroulera le débarquement du 6 juin.
Le 10 avril 1944, les bombardements visent l’importante gare d’Haine-Saint-Pierre, village voisin de Leval-Trahegnies. Il s’agit d’une gare de triage avoisinant une immense usine et fonderie, travaillant pour les Allemands à la fabrication de locomotives fort prisées par la Wehrmacht. Les tirs sont approximatifs pour Haine-Saint-Pierre, mais ils touchent également la commune de Leval-Trahegnies. C’est le quartier dit de la « Croix-Rouge » qui est touché. Plusieurs bâtiments y sont complètement détruits dont une des écoles du village. Heureusement, le 10 avril est le lundi de Pâques (jour férié) et aucun enfant n’est en classe au moment des bombardements.
Selon la CRB (Croix-Rouge de Belgique), le bilan définitif de ces raids militaires alliés, qui devaient préparer la libération de notre pays, s’élève, pour la région du centre, à 134 victimes civiles (dont 18 du quartier levallois de la Croix-Rouge).
En fait, les installations ferroviaires de la Gare de Formation de Haine-Saint-Pierre sont la cible, en 1944, de nombreux bombardements alliés, lesquels font de nombreuses victimes et d’innombrables sinistrés au-delà des limites de la localité.

## Héraldique
|  | Les armes sont dérivées des armes de la famille du Prévôt de Leval, seigneurs de Leval du XVe siècle au XVIIIe siècle. La famille a donc joué un rôle majeur dans l'histoire locale et c'est ainsi que les conseils locaux ont demandé l'utilisation des armes familiales comme armes municipales. Blasonnement : Écartelé : aux 1 et 4, d'or à deux dauphins adossés de gueules, qui est Prévost dit de Leval ; aux 2 et 3 d'azur à trois têtes de lévriers d'argent, qui est de Froidmont. - Arrêté royal : 25 février 1924 |

## Patrimoine et culture

### Patrimoine architectural
- Eglise Saint-Pierre, construite en 1776 en remployant quelques parties de l'édifice antérieur du XVIe siècle, et augmenté à la fin du XIXe siècle d'une travée à l'ouest[4].
- Dans le hameau de Trahegnies, une église néo-gothique avait été construite en 1895 et démolie au début des années 1980[5]’[6]. L'actuelle église se trouve dans un bâtiment de la rue Verte. L'ancienne église se trouvais Hector Trigallez.

### Culture

#### Carnaval
La commune de Leval-Trahegnies a également son propre carnaval qui se déroule quinze jours après le dimanche gras.

## Personnalité
- Franz Moreau, poète proche de la mouvance des surréalistes du Hainaut, est né le 19 janvier 1913 à Leval-Trahegnies.